# Death from Above
Death from Above (anteriormente llamados Death from Above 1979) es una banda canadiense de rock, cuyo estilo se engloba en el dance-punk. Sus componentes son Jesse F. Keeler y Sebastien Grainger.

## Historia
Los 2 integrantes se conocieron realmente en un concierto de Sonic Youth, aunque ambos hacen bromas respecto a la fundación del grupo, originalmente llamado Death from Above por el título que aparece en su primer EP. El dúo tuvo que modificar su nombre a raíz de una disputa legal con la discográfica Death from Above, ya que dicho nombre fue utilizado por el cantante James Murphy. Por lo tanto, añadieron al nombre anterior el número 1979, año de nacimiento de Sebastien Grainger. Así pasaron a ser Death from Above 1979.
En el año 2004 componen y graban su único álbum de estudio You're a woman, I'm a machine, vendiendo 175.000 copias. Fueron Disco de Oro en Canadá (llegando a más de 50.000 copias vendidas). El disco, que fue editado por la compañía canadiense Last Gang Records (perteneciente a Universal), tuvo una buena acogida de la crítica y algunos artistas como Justice hicieron versiones de varios de sus temas. Esto llevó al lanzamiento en 2005 de un álbum con mezclas de sus temas, titulado Romance Bloody Romance.

### Disolución y reunión del grupo
El 3 de agosto de 2006 Jesse F. Keeler escribió en la página web del grupo la desaparición de Death from Above 1979, debido a que ambos artistas iban a trabajar en proyectos diferentes. Más tarde Keeler explicaría a otros medios como The New Music que la separación fue debida además a discrepancias con su compañero Grainger sobre el estilo musical que debería adoptar el grupo en posteriores álbumes.
Jesse F. Keeler creó un nuevo grupo llamado MSTRKRFT y un proyecto en solitario llamado Femme Fatale, mientras que Grainger, hizo un proyecto solista que llevaba su nombre.

Pasados 5 años desde la disolución del dúo, Sebastien Grainger y Jesse F. Keeler, recibieron una oferta para participar en el Festival de Coachella del año 2011, por lo que Grainger propondría la reunión de la banda, propuesta que Keeler aceptó. 
Dado que llevaban bastante tiempo sin tocar, antes de su presentación en el Festival de Coachella, decidieron dar un show sorpresa en el Beauty Bar Austin, mismo en el que los asistentes provocaron destrozos dentro y fuera del lugar, provocando la interrupción y casi cancelación del show a pocos minutos de su comienzo, que fue reanudado minutos después.
3 años después de la reunión de la banda, lanzarían su segundo álbum de estudio, "The Physical World", con el que mucha gente nueva los conoció, con canciones como "Trainwreck 1979", "Virgins" y "White is Red", entre otras.

## Discografía

### Álbumes
- Is 4 Lovers (2021)
- Outrage! Is Now (2017)
- The Physical World (2014)
- Romance Bloddy Romance (2005; álbum de remixes y caras B)
- You're a Woman, I'm a Machine (2004)

### EP
- Heads Up (2002)

### Singles
- "Romantic Rights" (noviembre de 2004)
- "Blood on Our Hands" (febrero de 2005)
- "Black History Month" (junio de 2005)